# Пшінка
Пші́нка (Ficaria) — рід багаторічних зіллястих рослин з родини жовтецевих. Пшінки поширені в Північній Африці та Євразії.
В Україні зростає пшінка весняна (Ficaria verna Huds. = Ranunculus ficaria L.). Росте в лісах і вогкуватих тінистих місцях по всій Україні, крім південної частини Степу, де трапляється рідше. Кореневі бульби мають крохмаль, у вареному вигляді їстівні; молоді листки вживають на їжу; зони містять вітамін C і каротин.

## Види
Згідно з Catalogue of Life:
- Ficaria ambigua Boreau
- Ficaria calthifolia Rchb.
- Ficaria chrysocephala (P.D.Sell) Galasso, Banfi & Soldano
- Ficaria ficariiformis (Rouy & Foucaud) A.W.Hill
- Ficaria ficarioides (Bory & Chaub.) Halácsy
- Ficaria kochii (Ledeb.) Iranshahr & Rech.f.
- Пшінка весняна (Ficaria verna Huds.)